# 월경원부인
월경원부인 박씨(月鏡院夫人 朴氏)는 고려의 초대 왕 태조 왕건의 제27비이다.

## 생애
본관은 평주이다. 황해도 평주(현재의 황해북도 평산군)의 유력한 호족 집안 출신으로, 태위삼중대광 박수문의 딸이다. 박수문은 고려의 건국 공신인 박지윤의 아들로, 943년(태조 25년) 태조가 사망할 때 태조의 유지를 받들었다. 또 사도삼중대광 박수경은 그녀의 숙부이며, 박지윤의 딸이자 태조의 제25비 성무부인은 그녀의 고모이고, 박수경의 딸이자 태조의 제28비인 몽량원부인과는 친사촌간이다.
당시 평주 지역은 원래 신라의 패강진이 설치되었던 지역으로 육군 병력의 집결지였다. 태조는 평주의 군사력을 자신의 지원 세력으로 활용하기 위해 평주 출신의 왕비를 여럿 들였다. 특히 그 중에서도 평주 박씨 가문에서만 왕비를 3명이나 들인 것은, 그만큼 태조에게 평주 박씨 가문의 지원이 필요했을 것으로 추정하는 견해가 있다.
그녀의 자세한 생애나 생몰년, 능지에 대한 기록은 남아있지 않으며, 소생도 없었다. 호는 월경원부인(月鏡院夫人)이다.

## 가계
- 조부 : 박지윤(朴遲胤)
- 조모 : ?
  - 아버지 : 박수문(朴守文)
  - 어머니 ?
    - 남편 : 제1대 태조(太祖, 877~943 재위: 918~943)